# Posto da Guarda Fiscal de Zavial
O Posto da Guarda Fiscal de Zavial é um edifício histórico na área da Praia da Ingrina, no concelho de Vila do Bispo, em Portugal. 

## Descrição e história
O edifício situa-se junto à Estrada Municipal 1257, que liga a Raposeira às praias da Ingrina e do Zavial. Está integrado no Parque Natural do Sudoeste Alentejano e Costa Vicentina.
A Portaria n.º 7856, de 14 de Julho de 1934, criou o Pôsto Fiscal de Zavial, que deveria fazer parte da divisão de Lagos da 5.ª companhia do batalhão n.º 2 da guarda fiscal.
Foi construído em 1960 pela Direcção-Geral dos Edifícios e Monumentos Nacionais e pela Delegação nas Obras dos Edifícios das Cadeias, das Guardas Republicana e Fiscal e das Alfândegas, tendo o arquitecto sido Luís Xavier. Em 1993, a Guarda Fiscal foi extinta e substituída pela Brigada Fiscal da Guarda Nacional Republicana.